# Georges Wolinski
Georges Wolinski   (Tunis, 29 de juny de 1934 - 11è districte de París, 7 de gener de 2015) fou un periodista i dibuixant de còmics francès, mort en l'atemptat a la seu del Charlie Hebdo de 2015.
Col·laborava en publicacions com Hara-Kiri, Action, Paris-Presse, Charlie Hebdo, L'Humanité, Le Nouvel Observateur i Paris Match. També fou el redactor en cap de Charlie Mensuel.

## Biografia
Fill d'una mare jueva franco-italiana i d'un pare jueu polonès encarregat d'una empresa de ferro forjat a Tunis, es va criar amb els avis materns pastissers perquè va perdre el pare quan tenia 2 anys, assassinat al despatx per un dels seus ex empleats durant un conflicte laboral, i la mare estava en un sanatori per a tuberculosos a França. Als 13 anys va tornar amb la seva mare que s'havia casat de nou. A l'Institut de Briançon coneix Jacqueline, amb qui es casa el 1961 i amb qui va tenir dues filles. Va començar a treballar a l'empresa tèxtil del seu sogre a Fontenay-sous-Bois, publicant els seus primers dibuixos a Rustica el 1958. L'any 1960 entra a formar part de l'equip de Hara-Kiri, i el 1968 a Le Journal du dimanche on coneix la seva segona esposa, Maryse, mare de la seva tercera filla, l'escriptora Elsa Wolinski. Del 1970 al 1981 fou redactor en cap de Charlie Hebdo. 
Inicialment, treballà amb estils molt diferents, amb un grafisme que recorda el de Copi. Ràpidament, va anar adquirint el seu traç específic, posant l'accent en l'expressivitat dels seus personatges, allà on contràriament en Copi els volia neutres. Els fets de Maig del 68 donaren a conèixer les seves aportacions a l'efímera revista Action, on hi dibuixa amb regularitat. I arribà la fama. Els típics personatges que feia agradaven i s'utilitzaven per a campanyes de publicitat d'abast estatal, com per exemple:
- IBM (Wolinski dibuixa un dels seus personatges que ensenya els seus papers a l'ordinador i li diu: «-Té, espavila't"! »)
- Mars (barra de xocolata)
- Rizla+, paper de fumar (una noia surt d'un paquet dient "estic en els paperets de Rizla +"; una altra es vesteix amb els papers, etc.)[3]

Els puristes recriminen aquestes publicitats, de manera que acceptà aquest tipus de feines amb molta cura i només com a pretext per fer allò que l'inspirava.

## Carrera

### L'Enragé
Durant el Maig de 1968, Wolinski —que havia començat a dibuixar per Action— fundà amb Siné el diari L’Enragé, on els seus dibuixos adquiriren un caire polític. La publicació va tenir una vida breu, però ja hi començava a aparèixer el tarannà del futur Hara-Kiri Hebdo (i després Charlie Hebdo).

### France Soir
Després del parèntesi d’Action, el diari France-Soir oferí a Wolinski una pàgina contestatària on pretenia no «encarar-se només a la societat, com fa tothom, sinó també amb el director del diari», segons les seves paraules. La col·laboració s'acabarà aviat.

### Charlie Hebdo
Va ser a Hara-Kiri hebdo –que després esdevingué Charlie Hebdo– on Wolinski es va esplaiar dibuixant amb periodicitat quasi setmanal dos personatges recuperats d’Action: un gras segur de si mateix i dominant, i un de prim de caràcter tímid. Algunes frases clàssiques d'estil wolinskià:
- « Monsieur, estic a favor de la llibertat de premsa amb la condició que la premsa no se n'aprofiti per dir segons què ! »
- « Monsieur, hi ha moments en què em pregunto si valia la pena guanyar la guerra contra un home que ens va deslliurar del comunisme. »
- « El socialisme és com la marihuana: pot ser inofensiu, però també pot conduir a drogues més dures com ara el comunisme. »

La seva secció setmanal s'anomenava al principi «L'evolució de la situació».

### L’Humanité
El director de L'Humanité, Roland Leroy, que apreciava l'humor de Wolinski, li proposa que sigui el dibuixant oficial del seu diari i ell ho accepta. Però perd el caràcter militant i un xic agressiu que tenia amb Action i opta per un estil de bon minyó en què quasi se'n riu d'ell mateix. Tot i això, els seus treballs de l'època segueixen sent divertits i es manté la col·laboració amb Charlie Hebdo i Hara-Kiri amb el vell estil.

### Premi Gat Perich
L'any 1998 rep el Premi Internacional d'Humor Gat Perich

### Paris-Match
Wolinski porta a terme una darrera etapa de la seva carrera dibuixant per Paris-Match : el seu estil de sàtira ja forma part del paisatge francès i Wolinski pertany al mateix establishement que un Sempé.

### Còmic
Wolinski fou autor de còmics. Per exemple, s'encarregà dels escenaris de la sèrie Paulette, dibuixada per Georges Pichard.

### Legió d’honor
El gener de 2005 Wolinski és condecorat amb la Legió d'Honor

### Festival d’Angoulême
En l'edició de 2005 del Festival international de la bande dessinée d'Angoulême, Wolinski rep el Grand prix de la ville d'Angoulême i en l'edició de 2006 n'és el president i autor del cartell.

### Hannukah Harry
Associat amb Pierre Barkats, un advocat americà, Georges Wolinski es llança en una nova aventura. Un petit personatge universal que fa reflexionar el lector sobre l'estat del planeta. És ell qui va portar el foc a les cavernes i se sent una mica culpable de l'escalfament global.